# Coccodrillo (araldica)
In araldica il coccodrillo è simbolo di finzione e tradimento. Nonostante questa considerazione negativa fu assunto come impresa a Sigismondo Gonzaga vescovo di Mantova. È rappresentato abitualmente di smalto verde.

Di rosso, al coccodrillo di verde (Nîmes, Francia)
Coccodrillo utilizzato come cimiero (Stemma della Giamaica)